# Chakrasana

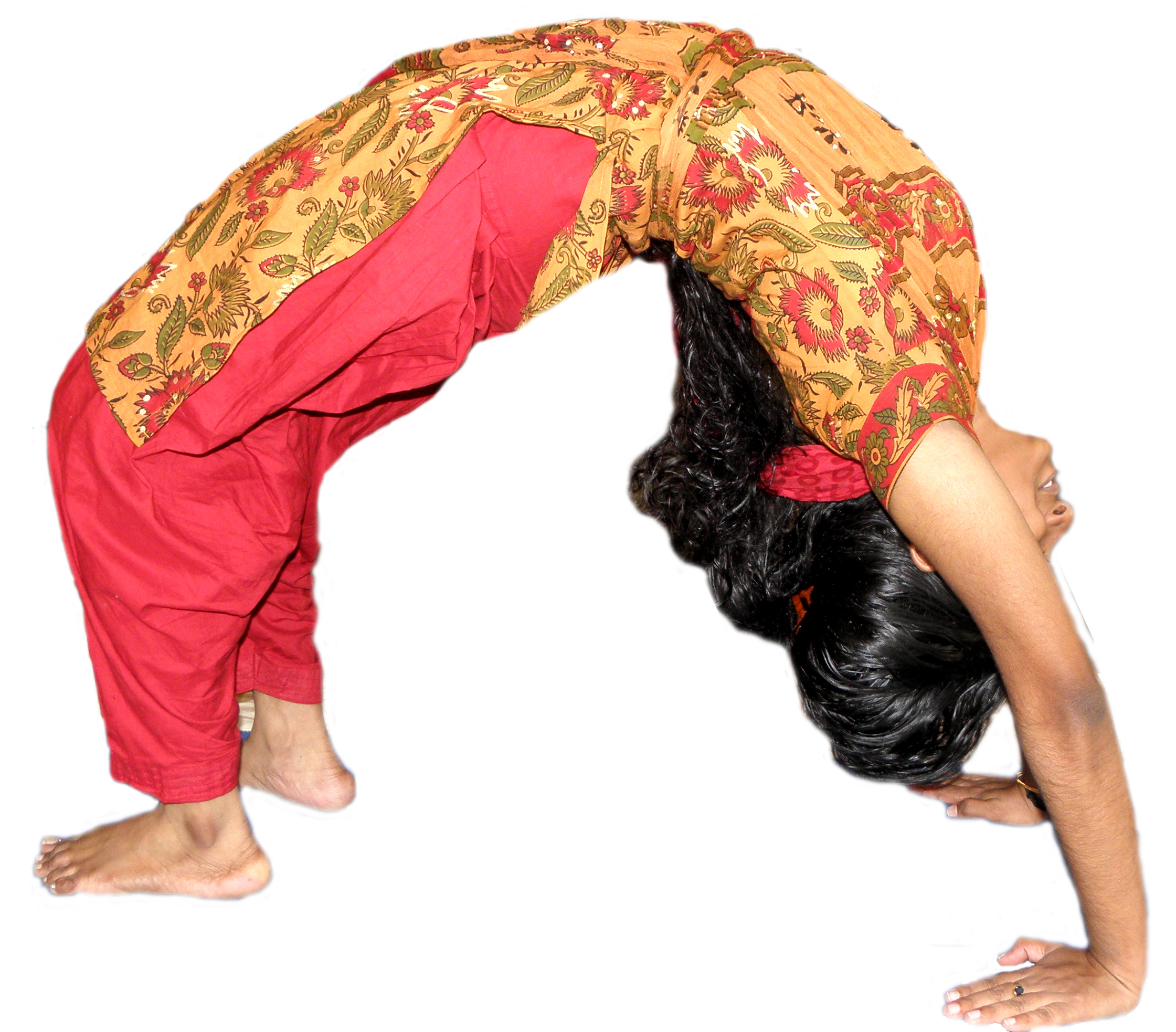
Chakrasana

Chakrasana (Sanskrit चक्रासन, IAST cakrāsana), deutsch Rad, ist Teil der 84 Hauptübungen des Hatha-Yoga und gehört zur Kategorie der Rückwärtsbeugen und der Umkehrstellungen. Der Sanskritname bildet sich aus den Wörtern cakrā  „Rad“ und āsana „Sitz“ oder allgemeiner übersetzt „Körperhaltung“. In manchen Yogarichtungen trägt sie den Namen Urdhva Dhanurasana (Sanskrit ऊर्ध्वधनुरासन, IAST ūrdhva dhanurāsana), deutsch aufgerichteter Bogen. Urdhva bedeutet „aufgerichtet, erhoben“ und  dhanus „Bogen“.

## Körperliche Ausführung

### Sivananda Yoga

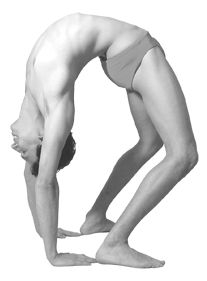
Rad, vollständig geschlossen

Im Sivananda Yoga werden zwei Möglichkeiten erklärt, in die Stellung hinein zu gehen. Man kann aus dem Stand beginnen, hebt die Hände über den Kopf und führt eine tiefe Rückwärtsbeuge des Rückens, des Nackens, der Schultern und der unteren Gliedmaßen aus. Das Rückgrat krümmt sich nach hinten, bis die Handflächen langsam den Boden erreichen. Dies wird für fortgeschrittene Praktizierende empfohlen. Die zweite Möglichkeit ist der Einstieg aus der Rückenlage, der einfacher ist. Das Sivananda Yoga Vedanta Zentrum beschreibt, die Beine anzuwinkeln, die Füße nahe nah beim Gesäß zu platzieren und die Hände hinter die Schultern legen. Dann stützt man sich auf Hände und Füße und richtet sich mit leichtem Körper auf. Die Arme werden durchgestreckt, die Hüften hochgedrückt. Swami Vishnudevananda, mit dem Swami Sivananda intensiv Yoga entwickelt hat, lässt die Hände nun so weit wandern, bis die Fingerspitzen die Fersen berühren und der Körper die Form eines Rades annimmt.

### Yoga von Yogananda
Im Ananda Yoga, gegründet von Swami Kriyananda, einem direkten Schüler von Paramahansa Yogananda, übt man das Rad in drei Stufen. Ausgehend von der Rückenlage werden zuerst die Füße auf den Boden gedrückt und langsam das Becken so hoch wie möglich angehoben. In der zweiten Phase drückt man die Hände auf den Boden und streckt langsam die Arme aus, um den Oberkörper nach oben zu bringen. In der dritten Phase, wenn der Bauch und das Becken aufgerichtet sind, werden die Füße so nah wie möglich zu den Händen bewegt, bis die Hände unter den Schultern und die Füße unter den Knien sind. Die Affirmation, die die Qualität der mit natürlicher Atmung eingenommenen Position intensiviert, lautet: „Ich bin wach, energiegeladen, enthusiastisch!“

### Iyengar Yoga

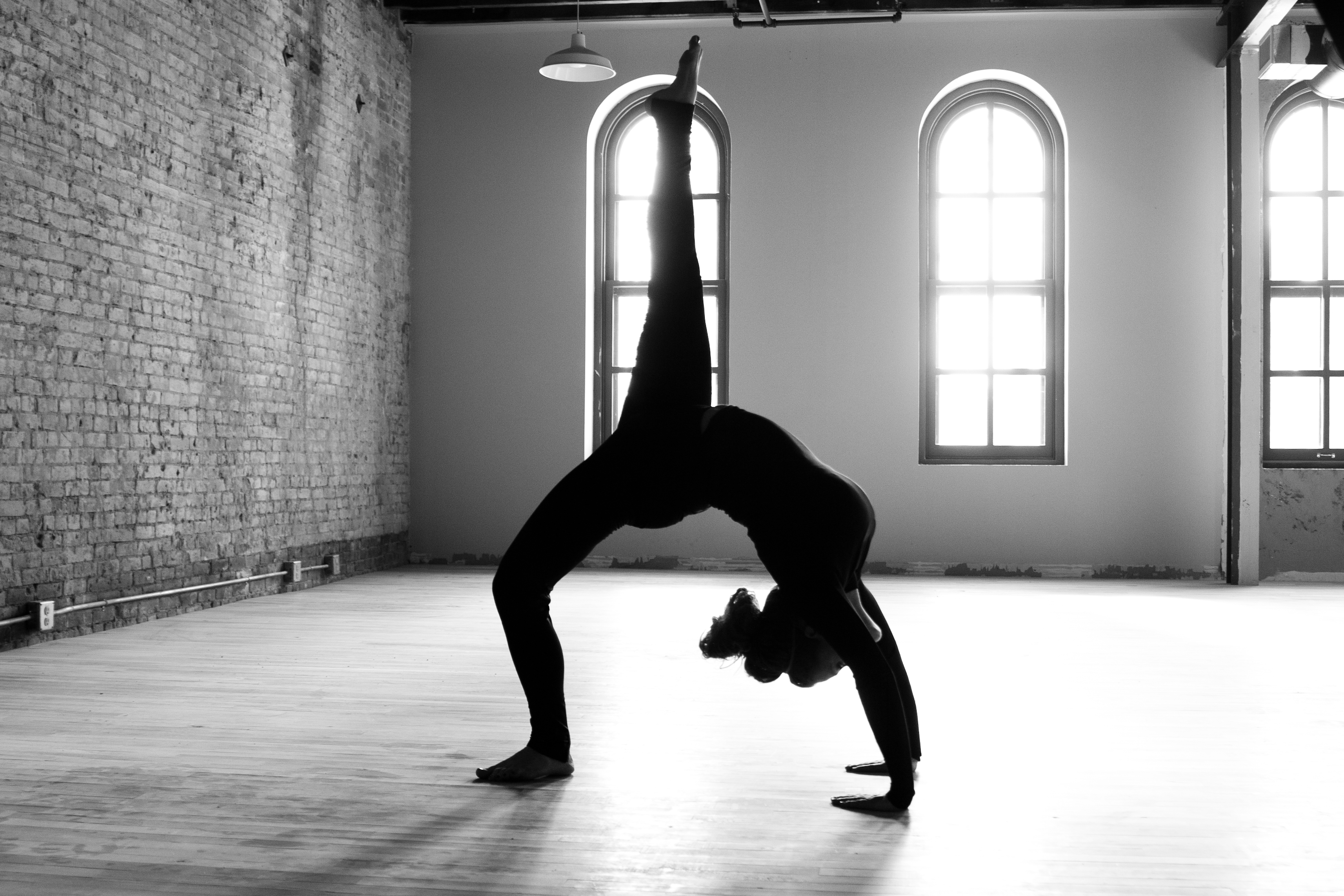
Variation Chakrasana mit einem gehobenen Bein

B. K. S. Iyengar nennt die Stellung Urdhva Dhanurasana. Auch bei ihm kann sie aus der Bodenlage oder im Stehen beginnen. Zur korrekten Ausführung wird empfohlen, die Oberschenkel, Knie und Schienbeine nach innen zu drehen. Damit bleiben die Beine zentriert und rotieren nicht nach außen. Bei der Bewegung von oben können die Arme mit Gurten gestützt und gehalten werden.

### Ashtanga Yoga
Im Ashtanga (Vinyasa) Yoga heißt die Asana Urdhva Dhanurasana und ist Teil der zweiten Serie Nadi Shodhana. Die Ausführung aus der Rückenlage wird mit der Atmung kombiniert. Das Positionieren der Gliedmaßen geschieht mit der Ausatmung, während alle Aktivitäten mit einer Erhöhung der Spannung mit der Einatmung verbunden werden. Die statische Phase dauert 5 Atemzüge.

## Gesundheitliche Aspekte
Selvarajan Yesudian drückt aus, dass die Übung eine „vollkommene Beherrschung des Rückgrates“ gebe.
Erling Petersen weist darauf hin, dass durch das umgekehrt wirkende Gewicht des Kopfes eine gewisse Verminderung des Drucks auf die Halswirbelsäule erreicht werden. Dies könne dort Muskelverspannungen lösen. Er bezeichnet sie als eine anregende Übung, die Kopfschmerzen, Müdigkeit und Verspannungen lindere.